# مارگارتا موران فلوئرندو
مارگارتا موران فلوئرندو (انگلیسی: Margarita Moran-Floirendo؛ زادهٔ ۱۵ سپتامبر ۱۹۵۳) مدل (شخص) اهل فیلیپین است. او برنده دوشیزه جهان ۱۹۷۳ شد و دومین برنده از فیلیپین بود که عنوان این مقام را کسب کرد. 